# Liste des stations balnéaires françaises
De Bray-Dunes (frontière belge) à Hendaye (frontière espagnole - Pays basque) et de Cerbère (frontière espagnole - Catalogne) à Menton (frontière italienne), 923 communes se partagent les 5 533 km du littoral métropolitain :
- 3 830 km le long de la Manche et de l'Atlantique
- 1 703 km sur les rivages de la Méditerranée

Même si elles sont peu nombreuses et que le public ne fait la plupart du temps pas la différence, il convient toutefois de distinguer les stations balnéaires classées, c'est-à-dire les communes titulaires d'un classement établi par l'État en tenant compte de certains critères (accueil, propreté environnementale, etc.) et les stations balnéaires de fait, c'est-à-dire la plupart des communes du littoral français qui disposent d'une plage fréquentée depuis toujours.
Les premières sont officiellement reconnues comme telles par les instances officielles dont elles peuvent espérer des dotations plus importantes.
Cependant, d'autres stations balnéaires peuvent se situer à l'intérieur des terres, comme Aix-les-Bains en Savoie, au bord du lac du Bourget,.
Cette liste (non exhaustive) présente les principales stations balnéaires de France métropolitaine et d'outre-mer, classées ou pas. Le découpage choisi est celui des « côtes », appellations touristiques aux évocations poétiques représentées sur la carte suivante :

## Mer du Nord

### Côte d'Opale-Dunes de Flandres
Littoral de la mer du Nord depuis la frontière belge, dans le département du Nord :
- Bray-Dunes-Plage (commune de Bray-Dunes)
- Zuydcoote
- Leffrinckoucke
- Malo-les-Bains (commune de Dunkerque)
- Petit-Fort-Philippe (commune de Gravelines)

## LaManche

### Côte d'OpaleetCôte picarde
La Côte d'Opale est un littoral de la Manche et de la mer du Nord, du nord-est de Calais à Berck, dans le département du Pas-de-Calais :
- Calais
- Blériot-Plage (commune de Sangatte)
- Sangatte
- Wissant
- Audresselles
- Ambleteuse
- Wimereux
- Boulogne-sur-Mer
- Le Portel
- Équihen-Plage
- Hardelot-Plage (commune de Neufchâtel-Hardelot)
- Sainte-Cécile-Plage (commune de Camiers)
- Le Touquet-Paris-Plage
- Stella-Plage (commune de Cucq)
- Merlimont-Plage (commune de Merlimont)
- Berck-Plage (commune de Berck)

La Côte picarde est un littoral de la Manche, du nord de Fort-Mahon-Plage à Mers-les-Bains, dans le département de la Somme, de part et d'autre de la baie de Somme :
- Fort-Mahon-Plage
- Quend-Plage (commune de Quend)
- Le Crotoy
- Saint-Valery-sur-Somme
- Cayeux-sur-Mer
- Ault
- Mers-les-Bains

### Côte d'AlbâtreetCôte Fleurie
La Côte d'Albâtre est une côte à falaises blanches de Normandie :
- Le Tréport
- Mesnil-Val-Plage (commune de Criel-sur-Mer)
- Criel-Plage (commune de Criel-sur-Mer)
- Saint-Martin-Plage (Saint-Martin-en-Campagne, commune de Petit-Caux)
- Puys (commune de Dieppe)
- Dieppe
- Pourville (commune d'Hautot-sur-Mer)
- Sainte-Marguerite-sur-Mer
- Quiberville-Plage (commune de Quiberville-sur-Mer)
- Saint-Aubin-sur-Mer
- Veules-les-Roses
- Saint-Valery-en-Caux
- Veulettes-sur-Mer
- Les Petites-Dalles (communes de Saint-Martin-aux-Buneaux et de Sassetot-le-Mauconduit)
- Les Grandes-Dalles (communes de Sassetot-le-Mauconduit et de Saint-Pierre-en-Port)
- Saint-Pierre-en-Port
- Fécamp
- Yport
- Étretat
- Sainte-Adresse
- Le Havre

La Côte Fleurie est une côte dans la baie de Seine entre l'embouchure de la Seine et celle de l'Orne :
- Honfleur
- Villerville
- Trouville-sur-Mer
- Deauville
- Les Sablons (commune de Tourgéville)
- La Garenne (commune de Benerville-sur-Mer)
- Blonville-sur-Mer
- Villers-sur-Mer
- Houlgate
- Cabourg
- Le Home-Varaville (commune de Varaville)
- Franceville-Plage (commune de Merville-Franceville-Plage)
- Sallenelles

### Côte de Nacre
Dans la baie de Seine entre l'embouchure de l'Orne et celle de la Seulles :
- Ouistreham
- Colleville-Montgomery-Plage (commune de Colleville-Montgomery)
- La Brèche-d'Hermanville (commune d'Hermanville-sur-Mer)
- Lion-sur-Mer
- Luc-sur-Mer
- Langrune-sur-Mer
- Saint-Aubin-sur-Mer
- Bernières-sur-Mer
- Courseulles-sur-Mer

### Côte des IslesetCôte des Havres
Sur la façade Ouest du Cotentin, face aux îles anglo-normandes :
- Siouville-Hague
- Barneville-Plage (commune de Barneville-Carteret)
- La Digue-Saint-Jean (commune de Saint-Jean-de-la-Rivière)
- La Plage (Portbail, commune de Port-Bail-sur-Mer)
- Lindbergh-Plage (Portbail, commune de Port-Bail-sur-Mer)
- La Plage (Denneville, commune de Port-Bail-sur-Mer)
- La Plage (commune de Bretteville-sur-Ay)
- La Plage (commune de Saint-Germain-sur-Ay)
- Boulevard-de-la-Mer (commune de Créances)
- Pirou-Plage (commune de Pirou)
- La Mielle (commune de Gouville-sur-Mer)
- Blainville-sur-Mer
- Coutainville (commune d'Agon-Coutainville)
- Hauteville-sur-Mer-Plage (commune d'Hauteville-sur-Mer)
- Bricqueville-sur-Mer
- Saint-Martin-de-Bréhal (commune de Bréhal)
- Coudeville-Plage (commune de Coudeville-sur-Mer)
- Donville-les-Bains
- Granville
- Saint-Nicolas-Plage (commune de Granville)
- Saint-Pair-sur-Mer
- Kairon-Plage (commune de Jullouville)
- Jullouville
- Carolles-Plage (commune de Jullouville)
- Carolles

### Côte d'Émeraude
Golfe de Saint-Malo, sur la côte bretonne :
- Cancale
- Saint-Malo
- Dinard
- Saint-Lunaire
- Saint-Briac-sur-Mer
- Lancieux
- Saint-Jacut-de-la-Mer
- Saint-Cast-le-Guildo

### Côte de Penthièvre
- Sables-d'Or-les-Pins (commune de Fréhel)
- Erquy
- Le Val-André (commune de Pléneuf-Val-André)

### Côte deGoëlo
- Saint-Laurent-de-la-Mer (commune de Plérin)
- Les Rosaires (commune de Plérin)
- Binic (commune de Binic-Étables-sur-Mer)
- Saint-Quay-Portrieux

### Côte de Granit Rose
- Perros-Guirec
- Ploumanac'h (commune de Perros-Guirec)
- Trégastel
- Trébeurden

### Côte des Légendes
- Porz Guen (commune de Plouescat)
- Brignogan-Plages (commune de Plounéour-Brignogan-plages)
- Portsall (commune de Ploudalmézeau)

## Océan Atlantique

### Côte d'Iroise
- Le Conquet
- Plougonvelin
- Camaret-sur-Mer
- Morgat (commune de Crozon)
- Saint-Nic

### Côte deCornouaille
- Douarnenez
- Esquibien (commune d'Audierne)
- Audierne
- Bénodet
- Loctudy
- Fouesnant
- Concarneau
- Trégunc
- Port Manec'h (commune de Névez)
- Le Pouldu (commune de Clohars-Carnoët)

### Côte des Mégalithes
- Guidel
- Larmor-Plage
- Belle-Île-en-Mer
- Quiberon, Saint-Pierre-Quiberon
- Plouharnel
- Carnac
- La Trinité-sur-Mer
- Saint-Philibert
- Locmariaquer
- Le Crouesty (commune d'Arzon)
- Sarzeau
- Damgan
- Pénestin
- Vannes

### Côte d'AmouretCôte de Jade
La Côte d'Amour est un littoral Atlantique du Pays nantais
- Mesquer
- Piriac-sur-Mer
- La Turballe
- Le Croisic
- Batz-sur-Mer
- Le Pouliguen
- La Baule
- Pornichet

La Côte de Jade est un littoral du pays de Retz :
- Saint-Brevin-les-Pins
- Tharon-Plage (commune de Saint-Michel-Chef-Chef)
- La Plaine-sur-Mer
- Préfailles
- Sainte-Marie-sur-Mer (commune de Pornic)
- Pornic
- La Bernerie-en-Retz
- Les Moutiers-en-Retz

### Littoral duMarais BretonetÎle de Noirmoutier
- Noirmoutier-en-l'Île
- Barbâtre
- Fromentine (commune de La Barre-de-Monts)
- Notre-Dame-de-Monts
- Île d'Yeu

### Côte de Lumière
- Saint-Jean-de-Monts
- Saint-Hilaire-de-Riez
- Saint-Gilles-Croix-de-Vie
- Bretignolles-sur-Mer
- Brem-sur-Mer
- Olonne-sur-Mer (commune des Sables-d'Olonne)
- Les Sables-d'Olonne
- Talmont-Saint-Hilaire

### Côte des fleurs
- La Tranche-sur-Mer
- La Faute-sur-Mer (commune de L'Aiguillon-la-Presqu'île)
- L'Aiguillon-sur-Mer (commune de L'Aiguillon-la-Presqu'île)
- Longeville-sur-Mer
- Jard-sur-Mer

### Rade des Basques
Sur la côte continentale du pertuis d'Antioche, au nord de l'île d'Aix :
- La Rochelle
- Fouras
- Île de Ré

### Île d'Oléron
De la pointe de Chassiron, au nord de l'île, à la pointe de Gatseau, au sud, faisant face à la presqu'île d'Arvert :
- Saint-Denis-d'Oléron
- La Brée-les-Bains
- Boyardville (commune de Saint-Georges-d'Oléron)
- La Cotinière (commune de Saint-Pierre-d'Oléron)
- Le Grand-Village-Plage
- Saint-Trojan-les-Bains

### Côte sauvage
La côte ouest de la presqu'île d'Arvert, du pertuis de Maumusson à la pointe de la Coubre :
- Ronce-les-Bains (commune de La Tremblade)

### Côte de Beauté
La côte sud de la presqu'île d'Arvert, de la pointe de la Coubre et la baie de Bonne Anse (océan Atlantique) aux falaises de Meschers (estuaire de la Gironde) :
- La Palmyre (commune des Mathes)
- Saint-Palais-sur-Mer
- Royan
- Saint-Georges-de-Didonne
- Meschers-sur-Gironde

### Côte d'Argent
Littoral des Landes de Gascogne jusqu'au Pays basque, de l'estuaire de la Gironde à celui de l'Adour :
- Le Verdon-sur-Mer (ou sur Côte de Beauté selon définition)
- Soulac-sur-Mer (ou sur Côte de Beauté selon définition)
- Grayan (commune de Grayan-et-l'Hôpital)
- Montalivet-les-Bains (commune de Vendays-Montalivet)
- Hourtin-Plage (commune d'Hourtin)
- Carcans-Plage (commune de Carcans)
- Lacanau-Océan (commune de Lacanau)
- Le Porge-Océan (commune du Porge)
- Lège-Cap-Ferret
- Arcachon
- Pyla-sur-Mer (commune de La Teste-de-Buch)
- Biscarrosse-Plage (commune de Biscarrosse)
- Mimizan-Plage (commune de Mimizan)
- Contis-les-Bains (communes de Lit-et-Mixe et de Saint-Julien-en-Born)
- Cap de l'Homy (Lit-et-Mixe)
- Saint-Girons-Plage (commune de Vielle-Saint-Girons)
- Moliets-et-Maa
- Messanges
- Vieux-Boucau-les-Bains
- Soustons-Plage (commune de Soustons)
- Seignosse-Océan (commune de Seignosse)
- Soorts-Hossegor
- Capbreton
- Labenne-Océan (commune de Labenne)
- Ondres
- Tarnos

### Côte basque
- Anglet
- Biarritz
- Bidart
- Guéthary
- Saint-Jean-de-Luz
- Socoa (communes de Ciboure et d'Urrugne)
- Hendaye

## Mer Méditerranée

### Côte Vermeille
Sur les rivages de la Méditerranée bordant la Catalogne, de Cerbère à Argelès :
- Cerbère
- Banyuls-sur-Mer
- Port-Vendres
- Collioure

### Côte d'Améthyste
D'Argelès aux confins de la Camargue :
- Argelès-Plage (commune d'Argelès-sur-Mer)
- Saint-Cyprien-Plage (commune de Saint-Cyprien)
- Canet-Plage (commune de Canet-en-Roussillon)
- Sainte-Marie-Plage (commune de Sainte-Marie-la-Mer)
- Torreilles-Plage (commune de Torreilles)
- Le Barcarès
- Port-Barcarès (commune du Barcarès)
- Port-Leucate (commune de Leucate)
- Leucate-Plage (commune de Leucate)
- La Franqui (commune de Leucate)
- Port-la-Nouvelle
- Gruissan-Plage (commune de Gruissan)
- Narbonne-Plage (commune de Narbonne)
- Saint-Pierre-la-Mer (commune de Fleury)
- Valras-Plage
- Sérignan-Plage (commune de Sérignan)
- Portiragnes-Plage (commune de Portiragnes)
- Vias-Plage (commune de Vias)
- La Tamarissière (commune d'Agde)
- Le Grau-d'Agde (commune d'Agde)
- Le Cap d'Agde (commune d'Agde)
- Marseillan-Plage (commune de Marseillan)
- Sète
- Frontignan-Plage (commune de Frontignan)
- Palavas-les-Flots
- Carnon (commune de Mauguio)
- La Grande-Motte
- Le Grau-du-Roi
- Port-Camargue (commune du Grau-du-Roi)

### Côte camarguaise
- Saintes-Maries-de-la-Mer
- Port-Saint-Louis-du-Rhône
- Fos-sur-Mer
- Port-de-Bouc

### Côte Bleue
De Martigues à Marseille :
- Carro (commune de Martigues)
- La Couronne (commune de Martigues)
- Sausset-les-Pins
- Carry-le-Rouet

### Côte d'Azur
- Antibes
- Bandol
- Beaulieu-sur-Mer
- Beausoleil
- Bormes-les-Mimosas
- Cagnes-sur-Mer
- Cannes
- Cap-d'Ail
- Carqueiranne
- Cassis
- Cavalaire-sur-Mer
- Èze
- Fréjus
- Gassin
- Golfe-Juan (commune de Vallauris)
- Grimaud
- Hyères
- Juan-les-Pins (commune d'Antibes)
- La Ciotat
- La Croix-Valmer
- La Londe-les-Maures
- La Seyne-sur-Mer
- Le Lavandou
- Le Pradet

- Nice
- Monte-Carlo (commune de Monaco)
- Menton
- Roquebrune-Cap-Martin
- Saint-Cyr-sur-Mer
- Saint-Tropez
- Sainte-Maxime
- Saint-Jean-Cap-Ferrat
- Saint-Laurent-du-Var
- Saint-Raphaël
- Sanary-sur-Mer
- Six-Fours-les-Plages
- Théoule-sur-Mer
- Toulon
- Vallauris
- Villefranche-sur-Mer
- Villeneuve-Loubet

### Corse
L'île de Beauté :
- Saint-Florent
- L'Île-Rousse
- Calvi
- Bonifacio
- Porto-Vecchio
- Ajaccio

## Outre-Mer
Martinique, Guadeloupe et La Réunion opposent deux types de côtes :
- Côte-au-vent : côte orientale
- Côte-sous-le-vent : côte occidentale

### Île deLa Réunion
- Boucan Canot (commune de Saint-Paul)
- Saint-Gilles les Bains (commune de Saint-Paul)
- Saint-Leu

### Archipeldes îles deGuadeloupe
- Cabesterre nord : Sainte-Rose
- Cabesterre sud : Vieux-Fort, Trois-Rivières
- Côte-sous-le-vent : Pointe-Noire, Bouillante, Deshaies
- Agglomération de Basse-Terre : Gourbeyre
- Agglomération Pointoise : Le Gosier, Bas du Fort
- La Riviera : Sainte-Anne, Saint-François, Le Moule
- Nord Grande-Terre : Port-Louis, Anse-Bertrand
- Marie-Galante : Capesterre, Saint-Louis

### Martinique
- Côte Nord-Caraïbe
- Baie de Fort-de-France
- Péninsule des Trois-Îlets
- Côte Sud ou littoral du Canal de Sainte-Lucie
- Péninsule de Sainte-Anne
- Côte Atlantique
- Presqu'île de la Caravelle
- Côte Nord-Atlantique